# Villa modesta
Villa modesta es una especie de mosca de la familia Bombyliidae. Las larvas se alimentan de larvas de lepidópteros.

## Distribución
Villa modesta se encuentra de junio a septiembre en las zonas de dunas costeras de toda Europa continental, en Gran Bretaña y en el norte de Noruega.

## Descripción
Villa modesta es una mosca bastante grande, la longitud del cuerpo es de 10-14 mm. El cuerpo es marrón. La hembra tiene bandas pálidas en las tergitas 2, 3 y 4. El macho no tiene bandas pero tiene mechones de pelo en el extremo del abdomen y en la base de las alas. Las alas son transparentes con un estrecho margen frontal marrón.

## Comportamiento

Villa modesta metiendo un huevo en un agujero. Animación 6 veces retardada.

Como muchos otros bombílidos, las hembras adultas arrojan los huevos hacia agujeros oscuros. Las hembras pueden ser encontradas planeando cerca de un agujero en la arena disparando huevos. Una animación, 6 veces retardada, se da aquí.
De vez en cuando las hembras frotan el abdomen en la arena con un pequeño movimiento circular. La arena es necesaria para hacer los huevos menos pegajosos. Para este fin las hembras tienen una cámara de arena. Aquí se muestra una animación.

Villa modesta hembra rellenando la cámara de arena.

Cortejo en Villa Modesta. La hembra está en la parte inferior derecha.

## Cortejo
Los machos tienen la opción entre dos estrategias para acceder a una hembra. Pueden buscar hembras a través de la vegetación. Cuando encuentra una hembra, el macho entra en un estado de planeador cerca de la hembra como se indica en esta animación.
Los machos también pueden elegir una estrategia de sentarse y esperar, sentados en la arena y persiguiendo a las hembras que pasan.